# Stenostomum aromaticum
Stenostomum aromaticum là một loài thực vật có hoa trong họ Thiến thảo. Loài này được (Cast.-Campos & Lorence) Borhidi miêu tả khoa học đầu tiên năm 1993.